# Profili specifici enzimatici (PRIAM)
I profili specifici enzimatici (PRofils pour l'Identification Automatique du Métabolisme) sono dei metodi per rilevare automaticamente gli enzimi nelle sequenze proteiche.